# 多穆斯-德玛丽亚
多穆斯-德玛丽亚（義大利語：Domus de Maria），是意大利撒丁大区南撒丁省的一个市镇。总面积96.78平方公里，人口1700人，人口密度17.6人/平方公里（2009年）。ISTAT代码为092018。